# François Proth
François Proth (ur. 22 marca 1852, zm. 21 stycznia 1879) – francuski matematyk.
Autor twierdzeń związanych z testami pierwszości, z których najbardziej znanym jest twierdzenie Protha. Pozwala ono stwierdzić czy liczbą pierwszą jest liczba postaci  {\displaystyle N=k2^{m}+1,} gdzie {\displaystyle k} jest nieparzyste i mniejsze od {\displaystyle 2^{m}}. 
Jako pierwszy sformułował również tzw. hipotezę Gilbreatha.